# Cottonwood (Minnesota)
Cottonwood es una ciudad ubicada en el condado de Lyon en el estado estadounidense de Minnesota. En el Censo de 2010 tenía una población de 1212 habitantes y una densidad poblacional de 449,53 personas por km².

## Geografía
Cottonwood se encuentra ubicada en las coordenadas 44°36′39″N 95°40′20″O / 44.61083, -95.67222. Según la Oficina del Censo de los Estados Unidos, Cottonwood tiene una superficie total de 2.7 km², de la cual 2.7 km² corresponden a tierra firme y (0%) 0 km² es agua.

## Demografía
Según el censo de 2010, había 1212 personas residiendo en Cottonwood. La densidad de población era de 449,53 hab./km². De los 1212 habitantes, Cottonwood estaba compuesto por el 95.79% blancos, el 0.33% eran afroamericanos, el 0.5% eran amerindios, el 0.08% eran asiáticos, el 0% eran isleños del Pacífico, el 2.48% eran de otras razas y el 0.83% pertenecían a dos o más razas. Del total de la población el 4.7% eran hispanos o latinos de cualquier raza.